# Крюково (Харьковская область)
Крюково (укр. Крюкове) — село, 
Раздольский сельский совет,
Первомайский район,
Харьковская область.
Код КОАТУУ — 6324586503. Население по переписи 2001 года составляет 61 (31/30 м/ж) человек.

## Географическое положение
Село Крюково находится на берегу безымянной пересыхающей речушки, которая через 6 км впадает в Краснопавловское водохранилище.
На расстоянии в 3 км проходят автомобильная дорога Т-2107 и
железная дорога, станция Роздольский.

## История
- 1721 — дата основания.

## Экономика
- Молочно-товарная ферма.

## Объекты социальной сферы
- Школа.

## Достопримечательности
- Братская могила советских воинов. Похоронено 115 воинов.